# Селевіно
Селевіно — село у складі міського поселення Клин Клинського району Московської області Російської Федерації.

## Розташування
Село Селевіно входить до складу міського поселення Клин. Найближча залізнична станція Клин.

## Населення
Станом на 2010 рік у селі проживало 15 людей